# Siġġiewi
Siġġiewi é uma vila da ilha de Malta em Malta.